# Allium stenopetalum
Allium stenopetalum är en amaryllisväxtart som beskrevs av Pierre Edmond Boissier, Karl Theodor Kotschy och Eduard August von Regel. Allium stenopetalum ingår i släktet lökar, och familjen amaryllisväxter. Inga underarter finns listade i Catalogue of Life.